# خافييرا كونتادور
خافييرا كونتادور (بالإسبانية: Javiera Contador)‏ ولدت بتاريخ 17 يونيو 1974 في سانتياغو، وهي ممثلة ممثلة كوميدية ومقدمة برامج تلفزيونية تشيلية، حيث لعبت دور قنا غوميز دي لارين في البرنامج التفزيوني كاسادو كون هيجوس.
درست خافييرا المسرح في الجامعة البابوية الكاثوليكية في تشيلي، وقد حصلت على الدور الرئيسي الأول لها في مسلسل بوكا بييل، كما كانت مضيفة ومقدمة برنامج نعم، يمكنك ذلك!، جنبا إلى جنب مع ريكاردو أستورغا سنة 2005.
كانت كونتادور عضوا نشطا في الشبيبة الشيوعية لاتحاد طلاب المدارس الثانوية في تشيلي (يُعرف اختصارا باسم FESES) وذلك خلال حقبة التسعينات.

## قائمة أعمالها

### الأفلام
| عنوان الفيلم    | سنة الإصدار | الدور               |
| --------------- | ----------- | ------------------- |
| سانجر إيترنا    | 2002        |                     |
| الضباب الدخاني  | 2000        |                     |
| المواد الحافظة  | 1998        | إيزابيل (مؤدية صوت) |
| نعم، يمكنك ذلك! | 2008        | آنا ماريا           |
| إيسكوربو        | 2009        |                     |
| سال             | 2011        | ماريا               |

### المسلسلات
| عنوان المسلسل           | سنة الإصدار | عُرض على      | الدور              |
| ----------------------- | ----------- | ------------ | ------------------ |
| Sol y pinto             | 2003        | ماريا سانشيز |                    |
| Sabor Ti                | 2000        | القناة 13    | أنطونيا سارمينتو   |
| Fuera de control        | 1999        | القناة 13    | فالنتينا سرفانتس   |
| Amándote                | 1998        | ااقناة 13    | بولينا فالديس      |
| local piel              | 1996        | TVN          | فيرونيكا           |
| Experimento Wayapolis   | 2009        | TVN          | تيا بوبي           |
| casado con Hijos        | 2006-2008   | ميغا         | قنا غوميز دي لارين |
| La Otra Cara del Espejo | 2006        | ميجا         |                    |
| Viva el Teatro          | 2005        | القناة 13    |                    |
| Tiempofinal             |             | TVN          |                    |
| Más Que Amigos          | 2002        | القناة 13    | كلوديا             |
| A la Suerte de la Olla  | 2001        | القناة 13    | لا باتو            |

### البرامج التلفزيونية
| البرنامج                      | القناة    | سنة العرض    |
| ----------------------------- | --------- | ------------ |
| فيديو لوكو                    | القناة 13 | 2000-2001    |
| La Ruta de Oceanía            | TVN       | 2006         |
| La Ruta del Nilo              | TVN       | 2005         |
| cinquistradores Fin del Mundo |           | 2003         |
| Cielo X                       | فيا إكس   | 1995-1996    |
| نعم، يمكنك ذلك!               | القناة 13 |              |
| الدوري 2، درجة الحرارة        | ميجا      | 2008         |
| Mucho Gusto                   | ميجا      | 2009-2013    |
| لا مورالا الجهنمية            | ميجا      | 2009         |
| الدوري 3، درجة الحرارة        | ميجا      | 2009         |
| Desfachatados                 | ميجا      | 2013         |
| - buenos días a todos         | TVN       | 2013 - حاليا |

### في المسرح
- Tristán e Isolda
- Habitación 777
- El virus
- ¿Quién dijo que los hombres لا sirven para nada?
- Brujas (مديرة)
- الشريط
- Entiéndemetuamí (مديرة)
- Te Amo y Te odio Por Completo (مديرة)

## وصلات خارجية
- خافييرا كونتادور على موقع IMDb (الإنجليزية)
- خافييرا كونتادور على موقع قاعدة بيانات الفيلم (الإنجليزية)
- خافييرا كونتادور على موقع كينوبويسك (الروسية)